# リッティク・ゴトク
リッティク・ゴトク（またはリトウィック・ガタク　Ritwik Ghatak, 1925年11月4日 - 1976年2月6日）はインドの映画監督。生地ベンガル地方の文化を題材としたイデオロギー色の強い作品で知られる。近年は詩情あふれる美しい映像が英語圏を中心に高く評価され、サタジット・レイと並ぶベンガル語映画の重要作家とみなされるようになった。小説家・劇作家としても多くの作品を残した。

## 概要

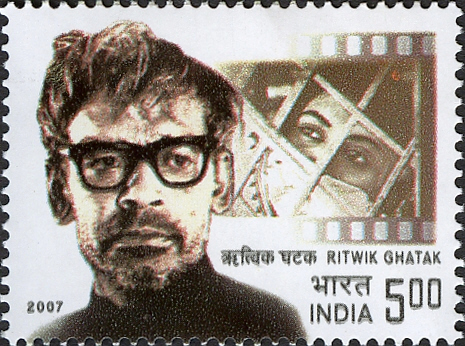
ゴトクの肖像を載せたインドの切手（2007年）。背景の画像は映画『雲のかげ星宿る』。

ゴトクは1925年、現バングラデシュのダッカに生まれ、青年期の大半を東ベンガルで過ごした。1943年のベンガル大飢饉、そして1947年のバングラデシュ分離独立を機にコルコタへ移住し、ここでまず演劇と深く関わるようになった。
当時のインドで多くの若者をとらえていたインド人民演劇協会 (IPTA: Indian People’s Theater Association) はインド全土におよぶ国民的な演劇運動で、インド共産党 (CPI: The Communist Party of India) の強い影響下に、経済格差やイギリス帝国主義をきびしく糾弾する演劇作品を製作し各地で上演していた。1948年、ゴトクはコルコタにある演劇協会の西ベンガル州支部に製作スタッフ・俳優として参加後、やがて自作を上演するようになる。また演出家としてゴーゴリなどロシアの戯曲をおもに手がけ、このときスタニスラフスキー・システムとブレヒトの演劇手法を深く研究したと言われる。
同時に、このころのインドでは国民に対する啓発手法として映画も大きな注目を集めており、ゴトクも演劇協会を通じて知り合った映画監督志願者たちとグループを組織して各国の映画を上映・議論するようになった。ゴトクが初めて本格的に映画製作にかかわったのは、1950年に俳優としてネマイ・ゴーシュの『奪われた者たち (The Uprooted; Chinnamul) 』に出演したときである。この作品はベンガル語映画では最初期のリアリズム作品で、バングラデシュの分離独立を機にコルコタへ移住する東ベンガル地方の農民たちが描かれている。製作は演劇協会の全面的支援を受けてコルコタの駅をロケ地に使用し、現地の農民を俳優として作品に登場させている。
1952年、コルコタをはじめとする国内4都市でインド初の国際映画祭が開催され、これがゴトクやサタジット・レイなどベンガル語の若い監督志願者にとって大きな転機となった。映画祭ではデ・シーカ『自転車泥棒』や黒澤明『羅生門』などが初めてインドの観客に公開され、緊密な物語構成や映像のリアリズムが巨大な衝撃を与えたと言われる。 
インドで映画というメディアへの注目が映画祭でさらに高まったことに後押しされ、ゴトクは1952年に初の長編映画『市民』(The Citizen; Nagarik) を製作する。この作品でゴトクの関心は生地ベンガル地方で暮らす人々の文化的アイデンティティに集中しており、それがイギリスの植民地支配、つづいて独立戦争によって激しく動揺するさまをリアリズムの手法でつぶさに描いている。
以後、ゴトクは俳優としても活動をつづけ、インドにおけるベンガル文化の解説者としてさまざまなメディアに寄稿するようになってゆく。
1960年代にはアルコール依存症に苦しみ、1976年死去。生涯に長編8本、ドキュメンタリー10本の作品を残した。

## 受容・評価
ゴトクの映画作品の多くは、コルコタ大都市圏で暮らす中産階級の文化的葛藤やインド社会の変化を主題とするメロドラマで、そこに鋭い政治的風刺が織り込まれている点に大きな特徴がある。現在ゴトクは、インド映画の多くを占めるボリウッド・スタイルの娯楽映画とは一線を画する芸術性の高い作品をつくる作家として、サタジット・レイと並ぶ重要監督とみなされている。
長編では、『雲のかげ星宿る (The Cloud-Capped Star; Meghe Dhaka Tara) 』(1960) や『ティタシュという名の河 (A River Called Titash; Titash Ekti Nadir Naam)』(1973) が、独自の画面構成手法やロシア演劇の影響を色濃く残す演出などでとくに高く評価されている。
1950年代からカンヌやヴェネツィアの国際映画祭で受賞し世界的な名声に包まれたサタジット・レイと異なり、晩年までゴトクの知名度はインド国内に限定されていた。しかし1990年代以降ゴトク作品の修復作業がすすみ、国外の映画祭での特集上映やＤＶＤ発売が続いたことから、英語圏を中心に再評価の機運が高まった。2019年にはニューヨークの映画協会が長編映画の全作品上映を行ったほか、コロンビア大学などで思想家のガヤトリ・スピヴァクらの主宰するシンポジウムが開かれている。

## 主要監督作品
| Year | 邦題                   | 原題                                 | 英語題名                                |
| ---- | ---------------------- | ------------------------------------ | --------------------------------------- |
| 1952 | （日本未公開）         | Nagarik                              | The Citizen                             |
| 1958 | 非機械的               | Ajantrik                             | The Unmechanical / The Pathetic Fallacy |
| 1958 | （日本未公開）         | Bari Theke Paliye                    | The Runaway                             |
| 1960 | 雲のかげ星宿る         | Meghe Dhaka Tara (Partition Trilogy) | The Cloud-Capped Star                   |
| 1961 | （日本未公開）         | Komal Gandhar (Partition Trilogy)    | E-Flat                                  |
| 1962 | 黄金の河               | Subarnarekha (Partition Trilogy)     | Golden Line                             |
| 1970 | （日本未公開）         | Amar Lenin                           | Immortal Lenin                          |
| 1973 | ティタシュという名の河 | Titash Ekti Nadir Naam               | A River Called Titash                   |
| 1974 | 理屈、論争と物語       | Jukti Takko Aar Gappo                | Reason, Debate and a Story              |

## 関連文献
- Anirban, Kazi and P. Ray. A directory of Bengali cinema, Kolkata: Colors of Art, 2013
- Gokulsing, K. Moti et al. eds. Routledge handbook of Indian cinemas, Routledge 2013
- Gooptu, Sharmistha. Bengali Cinema: 'An Other Nation', Routledge, 2010
- Levich, Jacob. "Subcontinental Divide: Ritwik Ghatak - On the undiscovered art of Indian cinema's maverick," Film Comment, March-April 1997.
- Rajadhyaksha, Ashish and  Paul Willemen. Encyclopaedia of Indian cinema, Routledge 2012
- Vahali, Diamond Oberoi. Ritwik Ghatak and the Cinema of Praxis: Culture, Aesthetics and Vision, Singapore: Springer, 2020.